# Municipio de Ursa
El municipio de Ursa (en inglés: Ursa Township) es un municipio ubicado en el condado de Adams en el estado estadounidense de Illinois. En el año 2010 tenía una población de 1073 habitantes y una densidad poblacional de 6,79 personas por km².

## Geografía
El municipio de Ursa se encuentra ubicado en las coordenadas 40°4′55″N 91°24′18″O / 40.08194, -91.40500. Según la Oficina del Censo de los Estados Unidos, el municipio tiene una superficie total de 158.07 km², de la cual 148,21 km² corresponden a tierra firme y (6,24 %) 9,86 km² es agua.

## Demografía
Según el censo de 2010, había 1073 personas residiendo en el municipio de Ursa. La densidad de población era de 6,79 hab./km². De los 1073 habitantes, el municipio de Ursa estaba compuesto por el 98,79 % blancos, el 0,09 % eran afroamericanos, el 0,19 % eran amerindios, el 0,19 % eran asiáticos, el 0,28 % eran de otras razas y el 0,47 % eran de una mezcla de razas. Del total de la población el 0,37 % eran hispanos o latinos de cualquier raza.